# نظریه طبقه تن‌آسا
نظریه طبقه تن‌آسا: مطالعه اقتصادی تکامل نهادها (به انگلیسی: The Theory of the Leisure Class: An Economic Study in the Evolution of Institutions) کتابی است نوشته تورشتاین وبلن، جامعه‌شناس آمریکایی در سال ۱۸۹۹ در مورد چگونگی تأثیرگذاری مالکیت یا تصاحب ثروت بر رفتار انسان. به‌طور خاص، این رساله در مورد اقتصاد و همچنین نقدی مفصل اجتماعی از «مصرف‌گرایی خودنمایانه» به عنوان تابعی از طبقه اجتماعی و مصرف‌گرایی ناشی از قشربندی اجتماعی مردم و تقسیم کار است که از نهاد اجتماعی دوره فئودالی (سده ۹ تا ۱۵) تا دوران مدرن ادامه داشته‌است.
وبلن ادعا می‌کند فئودالهای معاصر، بازرگانانی هستند که با مالکیت ابزار تولید، امکانات را در شیوه‌های اقتصادی غیرمولد مصرف‌گرایی و تن‌آسایی خودنمایانه به کار گرفته‌اند که فعالیت‌های بی‌فایده‌ای هستند چون نه به اقتصاد کمک می‌کنند و نه به تولید مادی کالاها و خدمات مفید مورد نیاز برای کارکردهای جامعه. در همین حال، وبلن استدلال می‌کند طبقه متوسط و طبقه کارگر به‌طور مفید در مشاغل مولد صنعتی به کار گرفته می‌شوند و به کل جامعه خدمت می‌کنند.
در اواخر سده نوزدهم، تحلیل‌های اقتصادی - اجتماعی وبلن از چرخه کسب‌وکار و سیاست‌های قیمت‌گذاری متعاقب آن اقتصاد ایالات متحده و نیز تقسیم کار در حال ظهور، توسط  فن‌سالاری تخصص — دانشمند، مهندس، فن‌سالار و غیره — پیش‌بینی‌های جامعه‌شناختی دقیقی از ساختار اقتصادی یک جامعه صنعتی ثابت شد.

## پس‌زمینه
کتاب «نظریه طبقه تن‌آسا» که در سال ۱۸۹۹ منتشر شد، در چارچوب جامعه آمریکا در پایان سده نوزدهم یعنی به اصطلاح «دوران طلایی» (دوران راکفلرها)، کارنگیها، وندربیلتها، و غیره نوشته شد.
این کتاب توسعه تکاملی نهادهای انسانی (اجتماعی و اقتصادی) را ارائه می‌کند که جامعه را شکل می‌دهند، مانند نحوه کسب درآمد شهروندان که در آن فناوری و هنرهای صنعتی نیروهای خلاق تولید اقتصادی نقش دارند. وبلن استدلال می‌کند چنین تولیدی از کالاها و خدمات صرفاً ابزاری برای برآوردن نیازهای مادی جامعه نبود بلکه برای کسب سود برای صاحبان ابزار تولید بود. نظام تولید صنعتی کارگران (زن و مرد) را ملزم می‌کرد کوشا، کارآمد و تعاونی باشند در حالی که صاحبان (تجار / زنان) به فکر کسب درآمد و نمایش عمومی ثروت انباشته‌شان بودند و اینکه این گونه رفتارها (مصرف‌گرایی خودنمایانه و تن‌آسایی خودنمایانه) از گذشته درنده و وحشیانه مرحله قبیله‌ای جامعه مدرن زنده مانده‌است.: 287 
رویکرد جامعه‌شناختی و اقتصادی وبلن، تأثیرات فکری چارلز داروین، کارل مارکس، آدام اسمیت و هربرت اسپنسر را نشان می‌دهد. بنابراین، نظریه‌های اجتماعی - اقتصادی او بر تکامل و توسعه به‌عنوان ویژگی‌های نهادهای انسانی تأکید دارند. بنابراین وبلن نظریه‌های اقتصادی معاصر (سده نوزدهم) را به‌عنوان بی‌ثباتی و  لذت‌گرایانه مورد انتقاد قرار داد و گفت اقتصاددانان باید برای تبیین رفتارهای اقتصادی جامعه، به جای تکیه بر انتزاع استنتاج نظری، نحوه رفتار مردم از نظر اجتماعی و فرهنگی را در نظر بگیرند. در حالی که اقتصاد نئوکلاسیک مردم را به عنوان عامل منطقی تعریف می‌کند که به دنبال فایده و حداکثر لذت از فعالیت‌های اقتصادی خود هستند، وبلن مردم را به عنوان عوامل غیرمنطقی و اقتصادی درک می‌کرد که حیثیت اجتماعی را دنبال می‌کنند: حیثیت ذاتی یک مکان در جامعه (طبقه اجتماعی و اقتصادی) بدون توجه کمی به شادی خود. این مصرف‌گرایی خودنمایانه به منزله پیشرفت اجتماعی نبود زیرا توسعه اقتصادی آمریکا به‌طور نابجا تحت تأثیر اقتصاد ایستای اشراف بریتانیا بود؛ بنابراین، مصرف آشکار یک فعالیت غیر آمریکایی و برخلاف فرهنگ پویای فردگرایی کشور آمریکا بود. این کتاب که بار اول با عنوان «نظریه طبقه تن‌آسا: مطالعه اقتصادی تکامل نهادها» منتشر شد، از سه مقاله تشکیل شده بود که وبلن در «مجله جامعه‌شناسی آمریکایی» بین سال‌های ۱۸۹۸ و ۱۸۹۹ منتشر کرده بود:
1. «آغاز مالکیت»،
2. «وضعیت وحشیانه زنان» و
3. «غریزه کار و مزاحمت کار»[۶]

این آثار مضامین اصلی اقتصاد و جامعه‌شناسی را ارائه کردند که او بعدها در آثاری مطرح کرد مانند «نظریه بنگاه تجاری» (۱۹۰۴)، در مورد اینکه چقدر دنبال سود و تولید کالاهای مفید ناسازگار هستند و «غریزه کار و وضعیت هنرهای صنعتی» (۱۹۱۴)، در مورد تضاد اساسی استعداد انسانی برای تولید مفید و نهادهای اجتماعی که محصولات مفید تلاش انسان را هدر می‌دهند.: 286–7 
علاوه بر این، «نظریه طبقه تن‌آسا» یک رساله اقتصادی - اجتماعی است که ناشی از مشاهده وبلن از ایالات متحده به عنوان جامعه‌ای با نهادهای اقتصادی و اجتماعی به سرعت در حال توسعه است.
منتقدان گزارش او دربارهٔ جامعه‌شناسی و اقتصاد جامعه مصرف‌کننده که ایالات متحده است، به‌ویژه از لحن طنز سبک ادبی او متنفر بودند و گفتند دیدگاه فرهنگی وبلن تحت تأثیر منفی قرار گرفته‌است. دوران کودکی او در یک جامعه آمریکایی - نروژی متشکل از افراد عملی، صرفه‌جویی و سودمندی که در مسیر ادغام با جامعه آمریکا، تعصبات ضد مهاجر را تحمل کردند.: 286–7 

## رساله

### مفاهیم اساسی
وبلن اصطلاحات مختلفی را در کتاب «نظریه طبقه تن‌آسا» برای نگارش رساله خود استفاده کرده‌است که شامل:
- طبقه تن‌آسا: اعضای طبقه بالا کار تولیدی ندارند.[۱]
- برتری مالی: طبقه تن‌آسا عمدتاً درگیر نمایش «برتری مالی» خود بدون کار مولد است.[۱]
- تقلید مالی: تلاش برای مال اندوزی بیشتر از شخص دیگری.[۹]
- مبارزه مالی: مبارزه برای تصاحب و نمایش ثروت (مالکیت خصوصی) برای کسب مقام.[۱]
- تن‌آسای جانشین: تن‌آسایی که توسط همسران / خدمتکاران به عنوان شاهدی بر ثروت ارباب انجام می‌شود. (اگر می‌خواهید خدمتکاران شما مجبور به انجام کار مولد نباشند، باید ثروتمند باشید.)[۱]
- تن‌آسایی بیگانه: تن‌آسایی بندگان متعلق به آنها نیست. آنها از طرف کارفرمای خود تن‌آسا می‌شوند.[۱]

### جامعه طبقاتی
«نظریه طبقه تن‌آسا» ثابت کرد زندگی اقتصادی جامعه مدرن در اواخر سده نوزدهم یعنی جوامع فئودالی به جای شایستگی یعنی فایده اجتماعی و اقتصادی بر اساس قشربندی اجتماعی قبیله استوار بود. مثال‌های انسان‌شناسی وبلن نشان می‌دهد بسیاری از رفتارهای اقتصادی جامعه معاصر (سده نوزدهم) از رفتارهای قبیله‌ای جامعه مربوطه ناشی می‌شود که در آن مردان و زنان تقسیم کار را بر اساس جایگاه منزلت خود انجام می‌دادند: افراد با موقعیت بالا، شکار و جنگ  می‌کردند که از نظر اقتصادی مشاغل غیرمولد هست در حالی که افراد با موقعیت پایین به کشاورزی و تولید می‌پرداختند که از نظر اقتصادی مشاغل مولد هست.
به این ترتیب، وبلن از «طبقه تن‌آسا» به عنوان اعضای طبقه بالا بحث می‌کرد که از کار تولیدی معاف هستند. او استدلال می‌کند در جدول زمانی تکامل فرهنگی، ظهور طبقه تن‌آسا مصادف با آغاز مالکیت است.

#### ۱. شغل

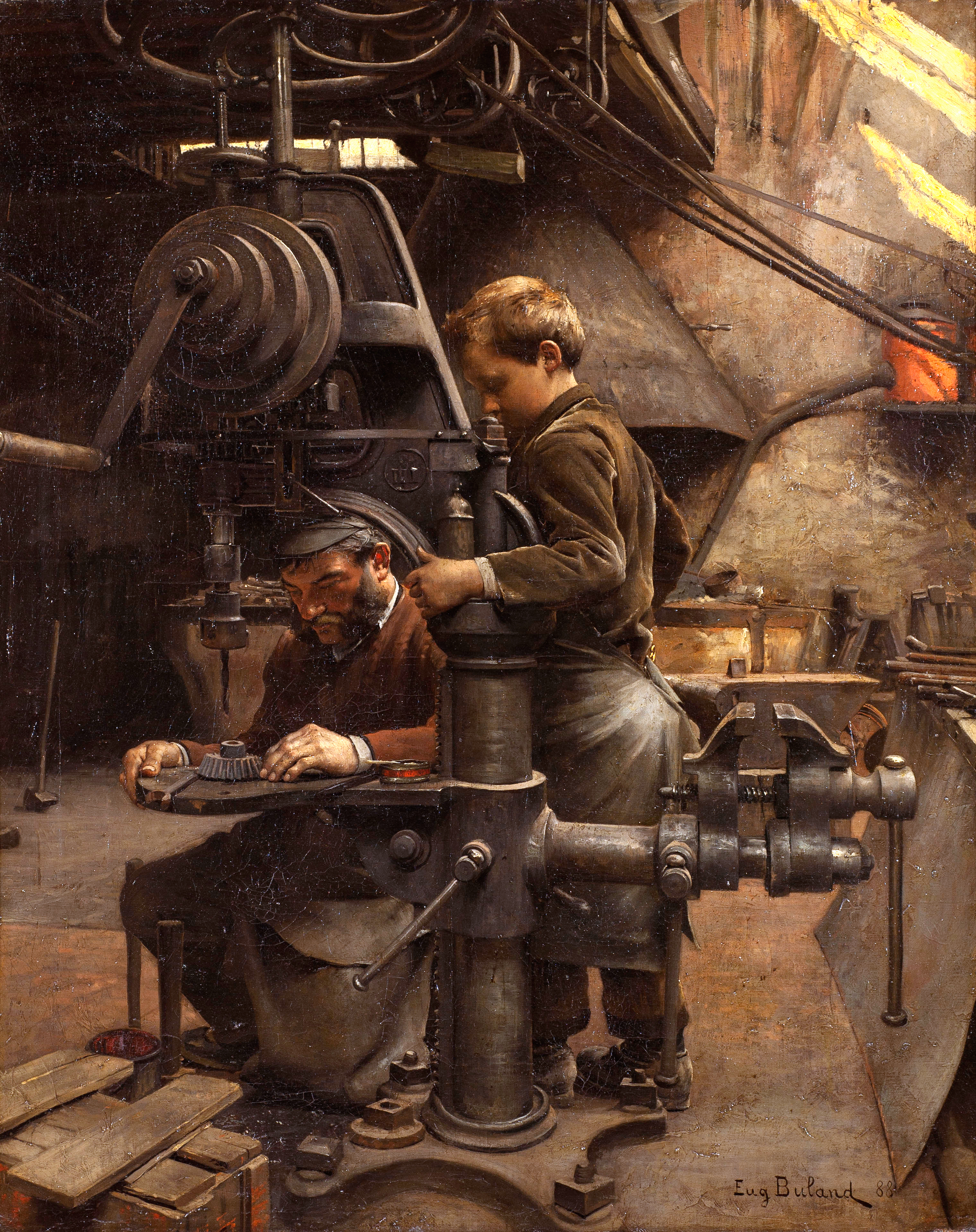
تولید برای کارگران ماهر در جامعه طبقاتی، شغل مولد اقتصادی است. (غیرحامی نوشته ژان یوژن بولاند)

از نظر وبلن، مفهوم شأن / ارزش / افتخار اساس توسعه طبقات و تمایزهای طبقاتی است. کار مولد به عنوان حمالی، پست، «از لحاظ اخلاقی اشتباه»، ناسازگار با زندگی شایسته دیده شد؛ بنابراین، انباشت واقعی ثروت (نتیجه واقعی کار مولد) چیزی نیست که موقعیت را اعطا کند. آنچه مقام می‌بخشد، ثروت است. تن‌آسا نقطه مقابل کار مولد است، از این جهت که کار «شایسته» (غیرمولد) است؛ بنابراین ارزش تن‌آسا بخاطر ثروت است.
در یک جامعه طبقاتی، تقسیم کار ذاتی فرهنگ بربری فتح، سلسله مراتب سلطه و استثمار کار را نشان داد. - مشاغل سخت برای مردم مسخرشده است و مشاغل سبک برای فاتحان که بدین ترتیب به «طبقه تن‌آسا» تبدیل شدند.
علاوه بر این، از نظر اجتماعی اهمیت چندانی نداشت که مشاغل با موقعیت پایین ولی مولد همچون تعمیرکار (شمع، خیاط، چندلر) ارزش اقتصادی بیشتری برای جامعه داشته باشند تا مشاغل با موقعیت بالا، مشاغل غیرمولد (ارتشی، روحانیت، بانکداری و غیره)؛ با وجود این، به خاطر انسجام اجتماعی، طبقه تن‌آسا گهگاه کارهای مولد انجام می‌داد که به کارکرد جامعه کمک می‌کرد، با این حال، چنین کارهایی عملاً بجای تولید اقتصادی، بیشتر مشارکت نمادین در اقتصاد بود.
به‌طور خلاصه، طبقه تن‌آسا عمدتاً درگیر نمایش «برتری مالی» خود بدون کار مولد است. برای کار، وبلن چهار روش را شرح می‌دهد:
1. انباشت اموال شخصی (اموال مادی): «غنایم» (نشان نمادین خانوادگی؛ مدال‌ها؛ نشان هرالدیکی و غیره)
2. گردآوری «کالاهای غیرمادی»: بورسیه، هنر، فلسفه، بازی‌ها، ورزش، حیوانات «فانتزی»، نژاد و غیره.
3. آداب را توسعه دهید: اینها در طول مرحله بربری توسعه فرهنگی مهم هستند (جوانمردی، آیین‌های رفتار و غیره). آداب و رسوم به عنوان مهارت‌های بقا سرچشمه می‌گیرد که بیانگر موقعیت در قبیله است. آنها به عنوان مدرکی دال بر توانایی شرکت آن در فعالیت‌های غیرمولد و وقت‌گیر (تن‌آسایی خودنمایانه) وارد طبقه تن‌آسا شدند.
4. استخدام خدمات داخلی

#### ۲. مطلوبیت اقتصادی

در جامعه طبقاتی، حرفه ارتش (افسر نظامی)، شغل طبقه تن‌آسا است.

در اعمال کنترل سیاسی، طبقه تن‌آسا با اجبار مستقیم و غیرمستقیم، با محفوظ ماندن حرفه ارتش برای خود، موقعیت اجتماعی بالای خود را حفظ کردند و از اینرو سلاح و مهارت‌های نظامی را از طبقات اجتماعی پایین دریغ کردند. چنین تقسیم کار (مفید اقتصادی) طبقات پایین را به طبقه تن‌آسا وابسته کرد و نقش طبقه تن‌آسا را به عنوان مدافعان جامعه در برابر دشمنان طبیعی و ماوراءطبیعی تثبیت، توجیه و تداوم بخشید. روحانیون نیز به طبقه تن‌آسا تعلق داشتند.
در این صورت، جامعه معاصر از نظر روانی جایگزین تقسیم کار در مرحله قبیله‌ای نشد بلکه صرفاً اشکال مختلفی از تقسیم کار بر اساس وضعیت را ایجاد کرد. در طول دوره قرون وسطی (قرن ۵ تا ۱۵) فقط اشراف‌زادگان زمین‌دار حق شکار و حمل سلاح به عنوان سرباز را داشتند. وضعیت و درآمد موازی هم بود.
به همین ترتیب، در جامعه معاصر، کارگران ماهر طبقه کارگر معمولاً درآمدی به عنوان دستمزد دریافت می‌کنند که کمتر از درآمد پرداخت شده به عنوان حقوق به افراد تحصیلکرده حرفه‌ای است در حالی که اهمیت اقتصادی آنها (به عنوان مهندس، مدیران، فروشندگان، کارمندان "و همکاران") به‌طور غیرمستقیم برای کل جامعه مولد است. درآمد و وضعیت موازی هستند.

#### ۳. رقابت مالی

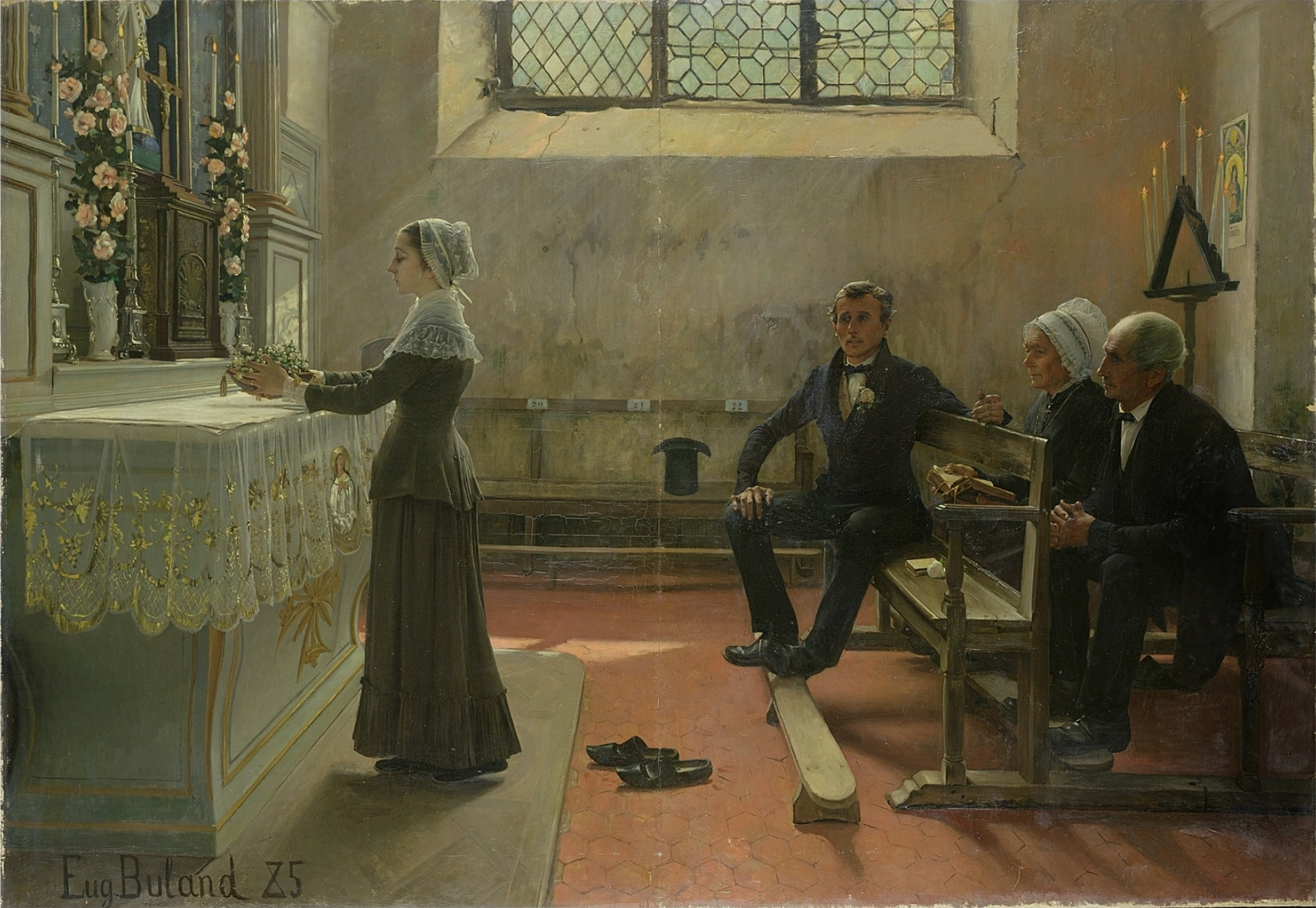
تن‌آسایی خودنمایانه: انجام عبادت مذهبی برای زنان طبقه تن‌آسا فعالیت است. (لوفراند، نوشته ژان یوژن بولاند، ۱۸۸۵)

وبلن اصطلاح «رقابت مالی» را برای توصیف تلاش برای فراتر رفتن از موقعیت مالی شخص دیگری ابداع کرد. بر این اساس، وبلن استدلال کرد «رقابت مالی» - رقابت برای تصاحب و به نمایش گذاشتن ثروت (مالکیت خصوصی) برای کسب موقعیت - نیروی محرکه توسعه فرهنگ و جامعه است. باید انسان را صنعتی و صرفه‌جو سازد.
برای دستیابی و حفظ موقعیت اجتماعی بالاتر در طبقه اجتماعی خود، افراد با موقعیت پایین از اعضای محترم و دارای منزلت بالای طبقه اجتماعی - اقتصادی خود با مصرف رقابت می‌کنند. برند کالاها و خدمات بیش از حد گران قیمت و محصولات با کیفیت بهتر، طبقه اجتماعی بالاتر تلقی می‌شوند. در تلاش برای کسب موقعیت اجتماعی بیشتر، مردم محصولات (کالاها و خدمات) با منزلت را خریداری می‌کنند که دیگران قادر به خرید آن نیستند، علیرغم در دسترس بودن محصولات مقرون به صرفه که کیفیت پایین‌تر و قیمت کمتری دارند، حیثیت اجتماعی و بنابراین از یک طبقه اجتماعی پایین‌تر در نظر گرفته می‌شود. در جامعه مصرفی، تاجر آخرین عضو طبقه تن‌آسا بود، کسی که از مهارت‌های (تیزبینی) و رقابتی (بازاریابی) خود برای افزایش سود استفاده کرد. عرضه و تقاضا در میان اقشار و طبقات اجتماعی برای محصولات رقابتی با قیمت‌های متفاوت دستکاری می شود.